# Jacek Grudzień
Jacek Grudzień (* 7. Februar 1961 in Warschau) ist ein polnischer Komponist.

## Leben
Grudzień studierte Komposition bei Włodzimierz Kotoński und Klavierimprovisation bei Szabolcs Esztényi an der Warschauer Musikakademie. Er nahm an internationalen Kursen für junge Komponisten in Kazimierz Dolny, Darmstadt, Patras und Dartington teil. Mit einem von Witold Lutosławski gestifteten Stipendium studierte er 1986 in London elektronische Musik und MIDI-Systeme.
Als Komponist debütierte Grudzień beim Warschauer Herbst 1983. Beim Wettbewerb junger Komponisten des polnischen Komponistenverbandes gewann er 1988 den zweiten Preis. Er arbeitete mit dem Experimentalstudio des Polnischen Rundfunks zusammen und komponierte neben kammermusikalischen und elektroakustischen Werken auch Film- und Schauspielmusiken.

## Werke
- Tristaniana für Klavier, 1984
- Turdus musicus für verstärktes Cembalo, 1984
- Movement I für Kontrabass, 1984
- Muzyka z okna für zwei Violinen, 1985
- Mechaniczny ogród für Klavier, 1985
- Dla E. Luizy czyli straszny sen pewnego pianisty, Instrumentaltheater für Oboe, Klarinette, zwei Posaunen, Perkussion und Klavier, 1985
- Sonosfera für Tonband, 1985
- Androvanda für Gitarre, 1986
- Interludium für Klavier, 1986
- Koncert skrzypcowy (Violinkonzert), 1986
- Hologram für Streichquartett, 1987
- Dźwięki nocy für Tenorsaxophon und  elektronische Musik, 1987
- Lumen für gemischten Chor und Sinfonieorchester, 1987
- Somnus für Tonband, 1988
- Hologram II für Streichquartett, 1988
- Movement II für Kontrabass und Tonband, 1992
- Drzewa für Altsaxophon und Tonband, 1992
- Missa brevis für gemischten Chor und Bläserquintett, 1992
- Wiatr od morza für Klarinette oder Sopransaxophon und Klavier, 1993
- Tritonos für Cembalo und Tonband, 1993
- Pawana für Cello und Tonband, 1994
- One Jubilee Rag für Klarinette, Posaune, Cello und Klavier, 1995
- Hiacyntowa dziewczyna für Sopran und Tonband, 1995
- Nonstrom für Klarinette, Posaune, Cello und Klavier, 1996
- Gagliarda für Streichquartett, 1996
- Concerto per sassofono soprano ed archi, 1996
- Światła pochylenie für Sopran, Altsaxophon und Klavier, 1997
- Postludium für Klavier, Violine und Cello, 1999
- Studium przedmiotu für Klavier zu vier Händen, 1999
- Oktet für Streichinstrumente, 2000
- Ad Naan für Cello und Computer, 2002
- Leanyka für Flöte und Tonband, 2003
- Piosenka für Klarinette, Posaune, Cello, Klavier und Tonband, 2005
- YAZD für Orchester, 2006